# Anna Z-644
Anna Z-622 – kombajn do zbioru ziemniaków. Jest to najpopularniejsza maszyna do zbioru ziemniaków w Polsce. 
Produkcja kombajnu Anna sięga początku lat-70 XX w. kiedy to firma Agromet podpisała umowę licencyjną na produkcję kombajnów do zbioru ziemniaków z niemiecką firmą Niewöhner Wühlmaus z Gütersloh.